# Entre Nós (filme)
Entre Nós é um filme brasileiro de 2013, do gênero drama, dirigido por Paulo Morelli e codirigido por Pedro Morelli. É protagonizado por Caio Blat, Carolina Dieckmann, Paulo Vilhena, Maria Ribeiro, Júlio Andrade, Martha Nowill e Lee Taylor.
A produtora que realizou o filme foi a O2 Filmes, com o apoio da Paris Produções, Globo Filmes e Telecine. O filme foi distribuido no Brasil pela Paris Filmes, Downtown Filmes e O2 Play. A atriz Martha Nowill venceu o prêmio de Melhor Atriz Coadjuvante no Festival do Rio pelo seu papel no filme.

## Sinopse
Isolados numa casa de campo, jovens amigos decidem escrever e enterrar cartas destinadas a eles mesmos, para serem abertas dez anos depois. Porém, após uma tragédia ocorrida no mesmo dia, os amigos ficam dez anos sem se reunir.
O reencontro traz à tona antigas paixões, novas frustrações e um segredo mal enterrado.

## Elenco
- Caio Blat como Felipe Bechara
- Carolina Dieckmann como Lúcia
- Paulo Vilhena como Gus
- Maria Ribeiro como Silvana
- Júlio Andrade como Cazé
- Martha Nowill como Drica
- Lee Taylor como Rafa

## Produção
O filme é dirigido e roteirizado em parceria entre Paulo Morelli e Pedro Morelli, os quais são pai e filho, respectivamente. Inicialmente, o título da obra era A Pele do Cordeiro, durante o período de filmagem, mas posteriormente foi alterado para Entre Nós.
Durante o período de pré-produção do filme, foi criado um blog onde o diretor Paulo Morelli atualizava e dava informações de detalhes da produção. O blog ficou disponível no site da empresa produtora do filme O2 Filmes. As filmagens ocorreram inteiramente em uma casa de campo na Serra da Mantiqueira, no Rio de Janeiro.

## Lançamento
Entre Nós teve sua première no Festival do Rio, onde concorreu na mostra Première Brasil, em 2013. Foi lançado nos cinemas em 27 de março de 2014 pela Paris Filmes, Downtown Filmes e O2 Play.

## Recepção

### Resposta crítica
O filme foi amplamente elogiado tanto pela crítica, quanto pelo público. Em julho de 2021, obtinha uma média de 7,1 de 10 pontos no site IMDb com base em 1.100 avaliações. No AdoroCinema, possui uma avaliação de 3,3 de 5 estrelas com base em 8 resenhas da imprensa.
Willian Silveira, do site Papo de Cinema, escreveu: "Se Entre Nós focasse apenas na segunda parte, no reencontro dez anos após a tragédia, o filme estaria inserido de maneira alargada no gênero memorialístico [...].  Contudo, a proposta de Paulo Morelli faz uso da revisão do passado e o manipula de forma a transformá-lo em agente do filme." Ao site Cinema com Rapadura, Diego Benevides escreveu: "Apesar de fazer uma boa mistura de gêneros, “Entre Nós” arrisca demais na antecipação das informações para o público, que fica sem muitas surpresas quando os créditos finais sobem. Ainda que esteja claro que o foco é mostrar a mudança de comportamento dos personagens e a maturidade adquirida em dez anos de amizade, o suspense acaba sem muita utilidade na narrativa."
Christian Petermann, em sua crítica à Rolling Stone, escreveu: "É nítida a inspiração na dinâmica narrativa de cineastas como John Cassavetes e Woody Allen [...]. O roteiro de "Entre Nós" oferece momentos ricos para os atores. É pena que as boas intenções da premissa tropecem na previsibilidade dos fatos."

### Prêmios e indicações
Foi premiado em diversos festivais e premiações de cinema brasileiro. Em 2013, no Amazonas Film Festival, foi premiado nas categorias de Melhor Ator (Caio Blat) e Melhor Fotografia. No Festival do Rio, recebeu os prêmios de Melhor Atriz Coadjuvante (Martha Nowill), Melhor Ator Coadjuvante (Júlio Andrade) e Melhor Roteiro. Maria Ribeiro e Paulo Vilhena receberam os prêmios de melhor atriz coadjuvante e melhor ator coadjuvante, respectivamente, no Los Angeles Brazilian Film Festival de 2015.
Recebeu quatro indicações no 20° Prêmio Guarani de Cinema Brasileiro: Melhor Atriz Coadjuvante, para Martha Nowill, Roteiro Original, Montagem e Elenco.
| Ano  | Festival                                | Categoria                            | Nomeações                            | Resultado |
| ---- | --------------------------------------- | ------------------------------------ | ------------------------------------ | --------- |
| 2013 | Amazonas Film Festival                  | Melhor Ator                          | Caio Blat                            | Venceu    |
| 2013 | Amazonas Film Festival                  | Melhor Fotografia                    | Gustavo Hadba                        | Venceu    |
| 2013 | Rome Film Festival                      | Marc'Aurelio de Ouro de Melhor Filme | Marc'Aurelio de Ouro de Melhor Filme | Indicado  |
| 2013 | Festival Internacional de Cinema do Rio | Melhor Ator Coadjuvante              | Júlio Andrade                        | Venceu    |
| 2013 | Festival Internacional de Cinema do Rio | Melhor Atriz Coadjuvante             | Martha Nowill                        | Venceu    |
| 2013 | Festival Internacional de Cinema do Rio | Melhor Roteiro                       | Paulo Morelli                        | Venceu    |
| 2014 | Online Film Critics Society Awards      | Melhor Filme Não-Estadunidense       | Melhor Filme Não-Estadunidense       | Venceu    |
| 2015 | Los Angeles Brazilian Film Festival     | Melhor Ator Coadjuvante              | Paulo Vilhena                        | Venceu    |
| 2015 | Los Angeles Brazilian Film Festival     | Melhor Atriz Coadjuvante             | Maria Ribeiro                        | Venceu    |
| 2015 | Prêmio Guarani de Cinema Brasileiro     | Melhor Atriz Coadjuvante             | Martha Nowill                        | Indicado  |
| 2015 | Prêmio Guarani de Cinema Brasileiro     | Melhor Roteiro Adaptado              | Paulo Morelli e Pedro Morelli        | Indicado  |
| 2015 | Prêmio Guarani de Cinema Brasileiro     | Melhor Montagem                      | Lucas Gonzaga                        | Indicado  |
| 2015 | Prêmio Guarani de Cinema Brasileiro     | Melhor Elenco                        | —                                    | Indicado  |